# Agave sobria
Espèce
Synonymes
- Agave affinis Trel.[1] [3]
- Agave carminis Trel.[1] [3]
- Agave sleviniana I.M. Johnst.[1]

Agave sobria est une espèce de plantes du genre Agave.

## Liste des sous-espèces
Selon World Checklist of Selected Plant Families (WCSP) (5 avril 2018) :
- sous-espèce Agave sobria subsp. frailensis Gentry (1978)
- sous-espèce Agave sobria subsp. roseana (Trel.) Gentry (1978)
- sous-espèce Agave sobria subsp. sobria